# Carlo Allorio

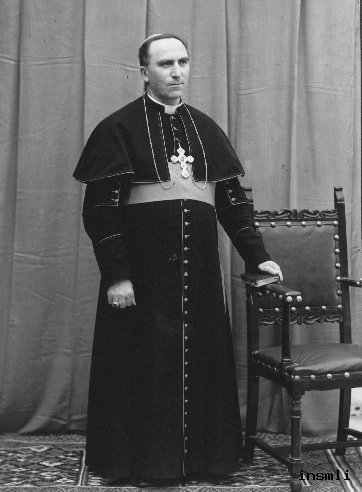
Carlo Allorio

Carlo Allorio (* 21. April 1891 in Villata; † 9. Dezember 1969 in Trecate) war ein italienischer Geistlicher und von 1942 bis 1968 römisch-katholischer Bischof von Pavia.

## Leben
Am 8. April 1916 wurde Allorio für das Bistum Novara zum Priester geweiht. Papst Pius XII. ernannte ihn am 4. Juli 1942 zum Bischof von Pavia. Die Bischofsweihe spendete ihm am 23. August 1942 der Bischof von Novara, Giuseppe Castelli; Mitkonsekratoren waren der Bischof von Pinerolo, Gaudenzio Binaschi, und der Bischof von Mondovi, Sebastiano Briacca. Allorio nahm als Konzilsvater an allen vier Sitzungsperioden des Zweiten Vatikanischen Konzils teil. Am 2. Juli 1968 wurde er als Bischof von Pavia emeritiert und zum Titularbischof von Formiae ernannt. Im Alter von 78 Jahren starb Allorio am 9. Dezember 1969.